# Replikon
Ein Replikon ist in der Genetik ein DNA- oder RNA-Abschnitt, der ausgehend von einem Replikationsursprung an einem Stück repliziert wird. Da bei Eukaryoten die Transkription wegen paralleler DNA-Reparatur langsamer verläuft als bei Prokaryoten, benötigen sie viel mehr Replikationsursprünge. Folglich gibt es auch mehrere Replikons, an denen die Replikation annähernd gleichzeitig verläuft.   
Bei Prokaryoten ist in den meisten Fällen jedes Plasmid ein Replikon. Da es nur einen Replikationsursprung gibt, wird beim Start der Replikation das komplette Plasmid repliziert. Ausnahmen hiervon gibt es bei einigen Bakterien und Archaeen.